# Джон Голсуорсі
Джон Голсуо́рсі, або Джон Ґо́лзворзі (англ. John Galsworthy, англ. вимова: [ˈɡɔːlzwɜːrði]; 14 серпня 1867, Кінгстон-Гілл, графство Суррей, Англія — 31 січня 1933, Лондон) — англійський письменник, лауреат Нобелівської премії («Сага про Форсайтів» 1932; «Острів фарисеїв»).

## Життєпис
Народився в заможній родині, кілька поколінь якої присвятили себе юриспруденції. Вихований у найкращих традиціях, він навчався у привілейованій школі Герроу. Згодом студіював морське право в Оксфордському університеті. В цей період юний Джон Голсуорсі набув вишуканих манер, став членом респектабельного клубу, навчився грати у крикет. Проте, швидше за все, не бачив себе в цій професії і замість розпочати правничу кар'єру поїхав подорожувати за кордон, де формально мав піклуватися сімейним бізнесом у сфері морських перевезень.
Під час подорожі до Австралії зустрів Джозефа Конрада, на той момент першого помічника капітана, з яким близько подружився. Саме Голсуорсі переконав Конрада публікувати свої оповіді про подорожі, ставши таким чином ініціатором літературної кар'єри друга.
1905 року взяв шлюб з піаністкою Адою Пірсон (1864—1956), колишньою дружиною свого кузена, майора Артура Голсуорсі. Впродовж 10 років перед цим Джон Голсуорсі таємно зустрічався зі своєю майбутньою дружиною. Пізніше ці взаємини стали основою сюжету його найвідомішого твору — трилогії «Сага про Форсайтів», роботу над якою він розпочав вже наступного 1906 року.
1921 року спільно з Кетрін Емі Доусон-Скотт заснував ПЕН-клуб, ставши його першим головою.
1929 за заслуги перед літературою нагороджений Орденом Заслуг. У листопаді 1932 року удостоєний Нобелівської премії з літератури. На той час письменник був важко хворий (пухлина мозку) і на церемонії нагородження не був присутній.

## Творчість
У 1890-х роках Джон Голсуорсі робить перші літературні спроби і в цей же період виявляє зацікавленість гострими соціальними проблемами тогочасної Англії. Всупереч набутому вихованню він не гидував зазирати до лондонських нічліжок. 1897 року, коли у бідному районі британської столиці Іст-Енді почалися заворушення, письменник відвідав і його, а трохи згодом досліджував творчість Максима Горького. Коли 1911 року в одному з лондонських театрів пройшла прем'єра п'єси Горького «На дні», Джон Голсуорсі разом із Бернардом Шоу послали автору привітальну телеграму. Ці дослідження соціальних нетрів вилились у перші п'єси «Срібний коробок», «Боротьба», «Справедливість».
Трохи згодом у збірці оповідань «Під чотирма вітрами» (1897) письменник відійшов від реалізму в напрямку неоромантизму. Перший великий твір — роман «Джоселін» — Джон Голсуорсі написав у 1898 році, але він не залишив помітного сліду в його творчому доробку. Вже у наступному романі «Вілла Рубейн» (1900) письменник висвітлив тему кохання соціально нерівної пари, конфлікт батьків і дітей. Цей напрямок творчості залишиться для нього цікавим ще на довгі роки. Письменницької майстерності Джон Голсуорсі досяг у романі «Острів фарисеїв», написаному 1904 року. В наступному романі «Власник» (1906) автор частково використав ці деталі власного біографії. Цей твір став сенсацією у літературних колах, одразу привернув увагу читачів і критиків, які прихильно про нього відізвались.
Натхнений досягнутим успіхом, письменник створює романи «Садиба» (1907), «Братерство» (1909), в яких висвітлює проблеми міста і села. Втомившись від соціальних тем, він пише романи «Патрицій» (1911) і «Темна квітка» (1913), в яких підіймає тему шлюбної моралі, однак початок Першої світової війни знов привертає його увагу до проблем соціуму. Цей період його творчості завершив роман «Фріленди» (1915), у якому він показав боротьбу між фермерами і орендарями. А з 1918 року письменник повертається до сюжетної лінії роману «Власник», продовжуючи сімейну хроніку описаної в ньому родини Форсайтів. Наслідком цих зусиль стала трилогія «Сага про Форсайтів» (1906—1921), яку вважають найвищим досягненням у його творчій кар'єрі. Однак і пізніше Джон Голсуорсі не покидає улюбленої сюжетної лінії, розвиваючи її у трилогії «Сучасна комедія» (1924—1928) і в циклі оповідань «На Форсайтівській біржі» (1929—1930). Востаннє він повертається до родини Форсайтів поверхово у трилогії «Останній розділ».

### Окремі романи
- Джоселін (1898)
- Вілла Рубейн (1900)
- Острів фарисеїв (1904)
- Садиба (1907)
- Братерство (1909)
- Патрицій (1911)
- Темна квітка (1913)
- Фріленди (1915)

### Епопея про Форсайтів
Вершиною творчості письменника стала сімейно-побутова епопея роду Форсайтів, типових представників англійського середнього класу). Найвідомішим його твором є трилогія «Сага про Форсайтів».
Перша частина трилогії — роман «Власник» (1906; дія розгортається 1886 року в Лондоні).
Друга частина — роман «В зашморгу» (1920; дія розгортається у 1899—1901).
Третя частина — роман «Здаємо в оренду» (1921; час дії — 1920).
Переходом від 1-ї до 2-ї частини «Саги про Форсайтів» є повість (long short story) «Останнє літо Форсайта», опублікована навесні 1918 в збірці «П'ять оповідань».
3-й частині епопеї передувала повість «Пробудження» (1921).
Голсуорсі продовжив сімейну хроніку Форсайтів у трилогії «Сучасна комедія» («Біла мавпа», «Срібна ложка», «Лебедина пісня»; 1924—1928). У ній розгортаються життєписи Форсайтів 3-го та 4-го поколінь на тлі історичних подій 1922—1926 рр.
У збірці оповідань «На форсайтівській біржі» (1930) автор доповнив образи головним чином старших Форсайтів.
«Лебединою піснею» Джона Голсуорсі стала ще одна трилогія — «Останній розділ», де наймолодші з Форсайтів з'являються лише як епізодичні персонажі.